# Красота (фильм)
«Красота» (англ. Beautiful Thing) — британский романтический фильм 1996 года, режиссёра Хетти Макдональд. Фильм является экранизацией одноимённой пьесы 1993 года. Первоначально фильм предназначался для показа на телевидении, впоследствии из-за успеха картины было решено начать прокат фильма на широких экранах.

## Сюжет
Действия фильма проходят в «рабочем» районе — Темсмид, на юго-востоке Лондона.
Джеми — подросток, который проходит период осознания и принятия своей гомосексуальности. Несмотря на то, что он скрывает свою ориентацию, по своей сути он необщителен и не интересуется типичными вещами, которыми интересуются мальчики в его возрасте — это футбол и девочки, из-за чего подвергается регулярным издевательствам со стороны одноклассников. Он живёт с матерью (Сандрой), которая работает официанткой в местном пабе, но мечтает открыть своё собственное заведение. Работа не требует от неё высокой культуры, что она регулярно и показывает в общении. Последний парень с которым она живёт — Тони, приверженец стиля хиппи, ездит на старом микроавтобусе «Фольксваген», но, тем не менее, он в хороших отношениях с Джеми.

Сти и Джеми

Рядом с ними живёт Ли — темнокожая девочка примерно одного возраста с Джеми и тоже без отца. Ли — фанат Мамы Касс Элиот, практически вся музыка в фильме — песни Мамы Касс Элиот, кроме этого она всячески подражает ей, как в одежде, так и в манере поведения.
Джеми тайно влюблён в своего одноклассника Сти, который живёт в соседней квартире. Сти живёт с отцом и старшим братом, которые по-скотски обращаются с ним, регулярно издеваясь и избивая за малейшие оплошности. Однажды он решает сбежать из дома и остаётся на улице, где его видит Сандра и предлагает побыть немного у них. За отсутствием свободной кровати Сти пришлось спать с Джеми. На следующий день, когда отец с братом сильно избили Сти за то, что тот дал сдачи Тревору, он снова ночевал у них. Джеми предложил сделать Сти массаж, чтобы снять боль, но не сдерживается и целует его, после чего они проводят ночь вместе.
После этого Сти несколько дней избегает общения с Джеми. Сандра, замечая необычное поведение Сти, интересуется у сына причиной этого, на что тот говорит, что Сти влюблён. Санда спрашивает у самого Сти, и, несмотря на отрицание, даёт немного денег на подарок его девушке. Вместо этого, на эти деньги, он покупает шапочку и дарит её Джеми. Накануне этого Джеми крадёт в одном из газетных киосков Gay Times (популярный журнал для геев в Великобритании), из которого узнаёт много полезной информации, в частности адрес ближайшего паба для гомосексуалов (Глостер) и предлагает пойти туда вместе.
На следующий день, Сандре звонят из школы и сообщают о проблемах Джеми, она смотрит его школьную тетрадь и видит там множество оскорбительных надписей по поводу его сексуальной ориентации. Заподозрив неладное, она прослеживает за Джеми и Сти до гей-заведения и всё понимает. Вечером она ругается с Джеми по этому поводу, но в конце принимает его таким, какой он есть, хотя далось ей это очень тяжело. В это же время Тони приходится спасать Ли, которая в состоянии наркотического опьянения и с жёлтыми колготками на голове, изображая Маму Касс, чуть не прыгает с балкона, а затем переходя оживлённую дорогу, чуть не была сбита проезжавшими автомобилями. А после Джеми рассказывает Сти, что Сандра обо всём знает и они разговаривают.
На следующее утро Сандра порывает с Тони. Джеми приглашает мать сходить в Глостер, а Сти — Ли. Джеми и Сти встречаются, чтобы пойти в паб, но решают потанцевать. Они танцуют во дворе их дома, под песню Dream a Little Dream of Me, крепко обнявшись перед всеми соседями, видя это, к ним присоединяется Сандра и Ли, которая решила, что теперь она лесбиянка. Некоторые шокированы, некоторые сильно не одобряют, некоторые наслаждаются моментом.

## В ролях
- Линда Генри — Сандра
- Глен Берри — Джеми
- Бен Дэниелс — Тони
- Скотт Нил — Сти
- Тамека Эмпсон — Ли

## Саундтрек
Саундтрек к фильму был выпущен американской звукозаписывающей компанией MCA Records 15 октября 1996 года.

### Список композиций
1. «It’s Getting Better» Cass Elliot (Барри Манн), (Синтия Вайль)
2. «One Way Ticket» Cass Elliot Брюс Харт, Стивен Дж. Лоренс
3. «California Earthquake» Cass Elliot (Джон Хартфорд)
4. «Welcome to the World» Cass Elliot Мартин Игл Сигал, Скотт Инглиш
5. «Make Your Own Kind of Music» Cass Elliot (Барри Манн), (Синтия Вайль)
6. «Creeque Alley» The Mamas & the Papas (Джон Филлипс), (Мишель Филлипс)
7. «Dream a Little Dream of Me» The Mamas and The Papas Фабиан Андре, Вилбур Швандт
8. «Move in a Little Closer, Baby» Cass Elliot Роберт О'Коннор, Арнольд Джэй Сапитанелли
9. «California Dreamin'» The Mamas & the Papas (Джон Филлипс), (Мишель Филлипс)
10. «Monday, Monday» The Mamas & the Papas (Джон Филлипс), (Денни Доэрти)
11. «I Saw Her Again» The Mamas & the Papas (Джон Филлипс)
12. «Words of Love» The Mamas & the Papas (Джон Филлипс)
13. «Dedicated to the One I Love» The Mamas & the Papas Лоуман Паулинг, (Ральф Басс)
14. «Look Through My Window» The Mamas & the Papas (Джон Филлипс)
15. «Go Where You Wanna Go» The Mamas & the Papas (Джон Филлипс)
16. «Beautiful Thing Medley» Джон Алтман